# Ecleora harteri
Ecleora harteri är en fjärilsart som beskrevs av Rothschild 1912. Ecleora harteri ingår i släktet Ecleora och familjen mätare. Inga underarter finns listade i Catalogue of Life.